# Asociación de Clubes de Traineras
La Asociación de Clubes de Traineras es un organismo nacido el 2 de julio de 2003 del acuerdo de los gobiernos autonómicos de Asturias, Cantabria, Galicia y País Vasco para fomentar el deporte del remo con gran arraigo en la Cornisa Cantábrica.
Dicha asociación se encarga de organizar la competición masculina y femenina de remo de banco fijo. En el inicio de la competición masculina se denominó como Liga ACT hasta la temporada 2005. A partir de la temporada 2006 pasó a denominarse de diferentes maneras por motivos de patrocinio, en un principio Liga San Miguel y en los últimos años se llama Eusko Label Liga. En cuanto a la competición femenina, Liga ACT femenina, comenzó en la temporada 2009 bajo el nombre Euskotren Liga. Para poder ascender a las dos competiciones, se accede a través de las dos ligas inferiores que son (la Liga ARC y la Liga Gallega de Traineras) que son independientes, aunque tienen relaciones con la ACT.